# Marko Ivan Pekica
Marko Ivan Pekica (Šaini kraj Barbana, 20. ožujka 1943.), hrvatski komunikolog međunarodnog glasa i hrvatski pjesnik, profesor i predavač, novinar, pisac, scenarist, umjetnički fotograf i redatelj, marketinški stručnjak. Po struci je profesor suvremenog hrvatskog jezika i komparativne književnosti. Specijalizirao je komunikologiju i edukaciju za odnose s javnošću. Redatelj više od 150 propagandnih filmova i reportaža te preko 300 radijskih poruka.
Otac je hrvatske pjesnikinje Elije Pekice Pagon.
Marketinški je stručnjak. Bio je voditelj marketinga Coce Cole za ondašnju Jugoslaviju. S tim je u svezi i preteča dresa hrvatske nogometne reprezentacije, koja je bila napravljena 1977. za završno izvlačenje nagrada u Sportskim novostima. Motiv dresa bio je hrvatski grb, s time što je na crvenim poljima bio logo Coca Cole; u dizajnu su sudjelovali Coca-Cola, Sportske novosti i Sport.
Radio je kao gost predavač na raznim fakultetima  i raznim obrazovnim ustanovama u Hrvatskoj i inozemstvu. Autor je velikog broja propagandnih kampanja (Badel, Bond Street, Coca-Cola, Franck, Gavrilović, Karlovačka pivovara, Kraš Zagreb, Schweppes, Martini, Marlboro, Camel, Camel Trophy, Winston American Campus i dr).
Festival tržišnih komunikacija u Portorožu 1984. njegova je zamisao; bio je prvi direktor tog festivala.
Redovni je sudionik tradicionalnog susreta barbanskih pjesnika Beside u jatu.
Dobitnik više nagrada i priznanja.
Zajedno sa svojom kćeri Eliom Marko je pokrenuo časopis za marketing u praksi Zvono i časopis za kulturu komuniciranja Epoha. Glavna urednica spomenutih strukovnih glasila bila je njegova kći Elia, a Marko je bio izvršni urednik.
Marko je bio izdavač i glavni urednik knjige o Josipu Sudaru Iz Jožine torbe i izvan nje. Obavljao je dužnost direktora marketinga Coca-Cole za jugoslavensko tržište, Karlovačke pivovare za hrvatsko tržište, Philip Morrisa za jugoistočnu i srednju Europu te je za isto područje vodio odnose s javnošću u Marlboro World Championship Team-u. Bio je savjetnik za marketing Coca-Cole, Philip Morrisa, RJR Reynoldsa, JTI – Japanese Tobacco Internationala, Sunce osiguranja i Rukometnog kluba Badel 1862 Zagreb. Tijekom 2012. godine obnašao je dužnost savjetnika za odnose s javnošću na Zagrebačkoj školi ekonomije i menadžmenta. Godine 2013. održao je niz predavanja na poslijediplomskom studiju u sklopu UN-ovog Europskog centra za mir i razvoj (European Center for Peace and Development). Idejni je otac i prvi direktor Festivala tržišnih komunikacija u Portorožu 1984. godine (danas Golden Drum) i član IAA New York od 1982. godine (na kongresu IAA u Barceloni, deset godina kasnije, izabran u IAA World Council – među 40 najpoznatijih svjetskih komunikologa). Surađivao je s velikim brojem manifestacija (ATP Umag, FESTO, EVENTUM, Noć gutača reklama, WTA Bol, Univerzijada Zagreb).
Poeziju piše na čakavskom i objavljuje u Hrvatskoj i SAD-u pod pseudonimom Tone Muštaceja, dok fotografije potpisuje kao Paolo Paolini. S kćeri Eliom izlagao je fotografije u Houstonu, na međunarodnoj izložbi Never been to Houston. Dobitnik je višestrukih nagrada: Propagandist godine i Kampanja godine Polo (1980.), Grand Prix Portorož (1984.), Srebrne i Zlatne ideje za propagandne filmove u Portorožu, Zagrebu i Beogradu (1984., 1985., 1986.), Zlatna medalja Univerzijade – koordinator dizajna i vođa tima u kojem su bili dr. Josip Sudar, dr. Čedo Dinter i Marijan Serdarušić (1987.) te je od strane No Limit Festivala iz Sarajeva 2007. proglašen najboljim hrvatskim komunikologom u regiji. Udruga HOZ (Hrvatski oglasni zbor) predala mu je 2010. godine priznanje za izniman doprinos u razvoju marketinške struke.
Marko-Ivan Pekica bio je član mnogih žirija, a posebno je ponosan na rad u žiriju za izbor znaka maskote za Mediteranske igre u Splitu (1979.) te na svoje članstvo u žiriju za izbor znaka za Univerzijadu (1987.). Predsjednik žirija bio je tri puta na festivalu HOZ-a u Opatiji (Eventum) i tri puta predsjednik žirija na Noći gutača reklama itd.

## Djela
Poeziju je objavio u Hrvatskoj i SAD-u u raznim zbirkama, publikacijama i časopisima (Bujština i dr.). Piše čakavskim narječjem pod pseudonimom Tone Muštaceja. Fotografije objavljuje pod pseudonimom Paolo Paolini.
Autor je literarnog CD-a čakavskog pjesništva Istro mila moja, lipa mati moja, objavljenog 2014., za koji je izbor pjesama napravila Elia Pekica Pagon.
Napisao je pogovor za knjigu Manifest humanosti. Zastupljen je u zborniku Na Diogenovu putu.
Izdavačem i glavni urednik knjige o Josipu Sudaru Iz Jožine torbe i izvan nje.